# 直接金融

從貸方到借款人的資金流動

直接金融（英語：Direct finance）是指著資金需求者藉由原始證券（例如股票、債券、票券）的發行（或稱承銷），並透過市場交易（經紀或自營），撮合資金供需雙方完成資金交易的融通方式。